# XXXchurch.com
XXXchurch.com es un sitio web cristiano sin ánimo de lucro cuyo objetivo es ayudar a quienes luchan contra la pornografía. Se dirige a los actores y consumidores de la industria del porno. La organización se describe a sí misma como un "sitio porno cristiano diseñado para concienciar, abrir y responsabilizar a los afectados por la pornografía".

## Historia
La organización se puso en marcha en enero de 2002, cuando los fundadores, Mike Foster y Craig Gross, montaron un stand dentro de la AVN Adult Entertainment Expo de Las Vegas (Nevada) para promocionar el sitio web como una alternativa al porno, asistiendo desde entonces a convenciones de porno en todo el mundo. El grupo ha repartido miles de Biblias con "Jesús ama a las estrellas del porno" en la portada en estas convenciones, una faceta de su ministerio que han conseguido difundir en los medios de comunicación nacionales estadounidenses.
La organización ha recibido el apoyo de destacados pastores cristianos como Bill Hybels, Craig Groeschel y Rick Warren.
El director de cine pornográfico James DiGiorgio tomó fotografías para XXXchurch.com y perdió el negocio como resultado de su afiliación a la organización. DiGiorgio no era cristiano, pero dijo que ayudaba al sitio web porque la industria del sexo "siempre intenta predicar la libertad de expresión [por lo que] cualquiera de esta industria que tenga un problema con el mensaje [de la web] es un maldito hipócrita. No puedes tener las dos cosas".
Mike Foster dejó la organización en 2004.
En 2005, se estrenó la película independiente Missionary Positions, producida y dirigida por Bill Day, que documentaba los orígenes de XXXchurch.com.
En julio de 2019, Brittni y Rich De La Mora se unieron a la organización. Brittni Ruiz (nombre de soltera), quien llegó a ser conocida como actriz pornográfica en la industria con el sobrenombre de Jenna Presley, terminó saliendo del cine X como resultado la industria del porno como resultado de XXXchurch. Craig Gross se trasladó a una posición diferente que describió como "entrenador" con Brittni y Rich actuando como el "mariscal de campo".
En marzo de 2021, XXXchurch fue adquirida por Live Free Ministries. El fundador de Live Free Ministries, Carl Thomas, fue una vez empleado de Fireproof Ministries y lo dejó para iniciar su propia organización sin fines de lucro.

## Programas

### Debates sobre la pornografía
Craig Gross, uno de los cofundadores de XXXchurch.com, debatía regularmente con la estrella del porno Ron Jeremy en un evento llamado "El debate del porno". en los campus universitarios de Estados Unidos. En 2008, el debate apareció en el programa Nightline de ABC News, tanto en directo como en línea, y el segmento se convirtió en el más visto de la historia del programa.

### Software X3watch
XXXchurch.com produce un software de rendición de cuentas (software especializado en la monitorización de la navegación web) llamado X3watch. El software mantiene un registro de los sitios web cuestionables a los que accede un usuario en función del tipo de contenido, y luego envía un informe a un "socio de responsabilidad" que la persona elige. Este software puede ser útil para las personas que intentan evitar el consumo de pornografía.

### Podcast y radio
En 2008, la organización lanzó un podcast de vídeo que documenta las campañas actuales de XXXchurch, que se publica cada dos semanas en XXXchurch.tv e iTunes. También tiene varios anuncios de servicio público de radio que se emiten en los Estados Unidos y en el extranjero en varias estaciones de radio y programas sindicados como RadioU, Refuge Radio, Malone University Radio, The Full Armor of God Broadcast y Fuel Radio.